# ماگدالنا (لاگونا)
ماگدالنا (به لاتین: Magdalena) یک منطقهٔ مسکونی در فیلیپین است که در لاگونا واقع شده‌است.